# Alkagran
Alkagran – jesienny Festiwal Muzyczny odbywający się corocznie od 1991 r. w Czechowicach-Dziedzicach w województwie śląskim.
Poświęcony pamięci kompozytora i akordeonisty Andrzeja Krzanowskiego, który całe życie związany był z tym miastem. Rodowód nazwy związany jest z nazwą kwintetu akordeonowego "Alkagran czyli jedno miejsce na prawym brzegu Wisły", którego A. Krzanowski był twórcą. Samo słowo "Alkagran" wywodzi się natomiast z początkowych liter imion członków rodziny kompozytora - Aleksandry, Kamila, Grażyny i Andrzeja.
Program festiwalowy obejmuje:
- prezentację twórczości Andrzeja Krzanowskiego,
- koncerty i widowiska muzyczne dla dzieci i młodzieży,
- koncerty muzyki dawnej, klasycznej i współczesnej,
- koncerty muzyki jazzowej, folkowej i poezji śpiewanej,
- spektakle teatralne i widowiska baletowe,
- wykłady i spotkania z twórcami,
- konkursy muzyczne,
- wystawy.